# Mrki kondor
Mrki kondor je slovenski dokumentarni TV film iz leta 1994, ki govori o Vitomilu Zupanu ob 80. obletnici njegovega rojstva. 
Metod Pevec je Vitomila Zupana spoznal, ko je snemal film Nasvidenje v naslednji vojni. Zanj je dejal, da je rad postal ciničen in če mu nisi pariral, si postal žrtev.

## Kritike
Ivo Antič je napisal, da je Metod Pevec nadvse uspešno opravil svoje delo, saj je umirjeno in s posluhom dovolj izčrpno predstavil že kar legendarno osebnost slovenske literature, pri čemer se je izogibal poudarkom, ki bi kakorkoli nakazovali kult osebnosti, kakršnega lahko izzove markanten posameznik s specifično karizmo. Menil je tudi, da je pustil dejstvom in dokumentom, da govorijo sami ter da je svojo avtorsko manipulativnost uveljavljal predvsem povezovalno. Najbolj mu je bila zanimiva Hiengova oznaka Zupana kot romantika.